# Clásicos de la provincia II
Clásicos de la provincia II es el nombre del duodécimo trabajo discográfico del cantautor colombiano Carlos Vives. Este trabajo es la continuación de su primer gran éxito Clásicos de la provincia. Fue lanzado al mercado el martes 29 de septiembre de 2009. Este trabajo fue producido por Carlos Vives y Andrés Castro, siendo lanzado con un novedoso sistema de mercadeo y distribución de música. The album's low price contributed to record sales for an album in Colombia, with 42,500 copies sold on the first day of release.
Carlos Vives hizo una alianza con la cadena de supermercados Almacenes Éxito para vender su disco en los distintos puntos y tiendas de este grupo, con un precio accesible -aproximadamente la mitad del valor de un CD en el mercado-, rompiendo récords de venta el día de su lanzamiento vendiendo 42 500 copias en su primer día. 
El 5 de noviembre el disco recibió multiplatino (x10) en Colombia al alcanzar 200 000 copias vendidas.
Al preguntársele por qué escogió el tema Las mujeres del compositor guajiro Carlos Huertas Gómez, Vives respondió:

«Pude haber escogido otra canción dentro del nutrido catálogo de buenas composiciones del maestro Huertas. Las hay profundas y complejas, otras son de denuncia, espejo de nuestra sociedad. Pero opté por una de las más  alegres y divertidas de sus canciones: Las mujeres. Y yo les digo, el poeta no se equivoca. La narración de Carlos Huertas en esta canción es la nostalgia del hombre que empieza a ver como  su juventud se va diluyendo en el mar de los años y como las mujeres que lo rodeaban se van alejando. Eso, sumado  a la realidad económica del artista lo sitúa en la desesperanza, pero no demora en aparecer la ilusión y el compositor le recuerda a su público que en los momentos más difíciles siempre hay una luz al ﬁnal del túnel. Se me ocurre una plegaria: ¡Dios mío! Si no hay platica por lo menos  que no me falte el cariño de una mujer».

## Canciones
- Edición estándar

| Clásicos de la provincia II |                      |                           |          |  |
| N.º                         | Título               | Escritor(es)              | Duración |  |
| 1.                          | «El pollo vallenato» | Luis Enrique Martínez     | 3:15     |  |
| 2.                          | «Sí, sí, sí»         | Juancho Polo Valencia     | 3:22     |  |
| 3.                          | «Sin ti»             | Nafer Durán               | 3:20     |  |
| 4.                          | «Las mujeres»        | Carlos Huertas Gómez      | 3:48     |  |
| 5.                          | «Momentos de amor»   | Fernando Meneses Romero   | 3:33     |  |
| 6.                          | «Confidencias»       | Gustavo Gutiérrez Cabello | 3:19     |  |
| 7.                          | «El contrabandista»  | Sergio Moya Molina        | 3:11     |  |
| 8.                          | «Frente a mí»        | Octavio Daza              | 3:44     |  |
| 9.                          | «La parrandita»      | Leandro José Díaz         | 4:00     |  |
| 10.                         | «La bogotana»        | Rafael Sánchez            | 3:45     |  |
| 11.                         | «Mujer conforme»     | Máximo Móvil              | 4:11     |  |
| 12.                         | «La colegiala»       | Rubén Darío Salcedo       | 3:34     |  |
| 13.                         | «La caja negra»      | Rafael Valencia           | 3:28     |  |
| 14.                         | «La muchachita»      | Alejandro Durán           | 3:05     |  |
| 15.                         | «Noche sin luceros»  | Rosendo Romero            | 3:28     |  |